# Franse presidentsverkiezingen 1965
De Franse presidentsverkiezingen 1965 waren de tweede presidentsverkiezingen tijdens de Vijfde Franse Republiek. Charles de Gaulle werd bij deze verkiezingen herkozen als president van Frankrijk.
Op 19 december 1965 moesten de Fransen kiezen tussen de zittende president Charles de Gaulle en François Mitterrand. Zij behaalden de meeste stemmen in de eerste ronde. De eerste ronde vond plaats op 05 december 1965, er deden vier kandidaten mee. De opkomst was hoog: 84,75 %. In die eerste ronde won De Gaulle 44,65% van de stemmen, Mitterrand behaalde 31,72%. Verder kregen Jean Lecanuet 15,57% en Jean-Louis Tixier-Vignancour 5,20 % van de stemmen.

## Kiessysteem
Uitgangspunt van de verkiezingen is, dat in één ronde een kandidaat de meerderheid van de stemmen krijgt. Omdat van de vele kandidaten normaal er geen in één keer de meerderheid krijgt, moet er een tweede ronde worden gehouden tussen de twee kandidaten, die in de eerste ronde de meeste stemmen hebben gekregen.

## Uitslag eerste ronde
Volgens de officiële uitslag hadden De Gaulle en Mitterrand op 5 december 1965 de meeste stemmen gekregen, zodat zij het tegen elkaar opnamen in de tweede ronde. Deze vond plaats op 19 december 1965.
| Kandidaat                    | Partij                            | Stemmen    | %      |
| ---------------------------- | --------------------------------- | ---------- | ------ |
| Charles de Gaulle            | Union pour la nouvelle république | 10.828.521 | 44,65% |
| François Mitterrand          | Union de la gauche                | 7.694.003  | 31,72% |
| Jean Lecanuet                | Movement républicain populaire    | 3.777.120  | 15.57% |
| Jean-Louis Tixier-Vignancour | Onafhankelijk (extreemrechts)     | 1.260.208  | 5,20%  |
| Pierre Marcilhacy            | Parti libéral européen            | 415.018    | 1,71%  |
| Marcel Barbu                 | Onafhankelijk (links)             | 279.683    | 1,15%  |
| Totaal (opkomst 84,75 %)     |                                   | 24.502.916 | 100%   |

## Uitslag tweede ronde
In de tweede ronde op 19 december 1965 behaalde Charles de Gaulle de overwinning met 55,20% van de stemmen, tegen 44,80% voor Françoise Mitterrand. Daarmee werd de Gaulle herkozen als president van Frankrijk.
| Kandidaat               | Partij                            | Stemmen    | %      |
| ----------------------- | --------------------------------- | ---------- | ------ |
| Charles de Gaulle       | Union pour la nouvelle république | 13.083.699 | 55,20% |
| François Mitterrand     | Union de la gauche                | 10.619.735 | 44,80% |
| Totaal (opkomst 84,32%) |                                   | 24.371.647 | 100%   |